# Bithynia majorcina
Bithynia majorcina is een slakkensoort uit de familie van de Bithyniidae. De wetenschappelijke naam van de soort is voor het eerst geldig gepubliceerd in 2007 door Glöer & Rolán.